# Erich Kistler
Erich Kistler ist ein Schweizer Klassischer Archäologe.
Erich Kistler studierte von 1989 bis 1998 Klassische Archäologie, Alte Geschichte und Philosophie an der Universität Zürich. 1998 wurde er bei Hans Peter Isler in Zürich zum Thema Die „Opferrinne-Zeremonie“. Bankettideologie am Grab, Orientalisierung und Formierung einer Adelsgesellschaft in Athen promoviert. Hier beschäftigte er sich mit den Opferrinnen in der Kerameikos-Nekropole in Athen. Schon seit 1995 war er Wissenschaftlicher Assistent in Zürich. 2001 war Kistler Hauptverantwortlicher für das Forschungsprojekt Griechische Keltenbilder an der Universität Zürich, in dessen Rahmen er sich 2004 mit einer Arbeit über „funktionalisierte Keltenbilder“ auch habilitierte. 2003/04 war er als Hauptverantwortlicher für das Forschungsprojekt Cultural Antagonism in Archaic Greece. Contracultural Worlds, Lifestyles and Worldviews from 700 to 480 B.C. am Institut für Alte Geschichte und Altorientalistik an der Universität Innsbruck angestellt. Anschließend leitete er von 2004 bis 2008 das Forschungsprojekt Das spätarchaische Haus auf dem Monte Iato des Schweizerischen Nationalfonds. Zudem war er 2006 bis 2008 Teilprojektleiter der Ausgrabungen der Universität Zürich auf dem Monte Iato auf Sizilien und von 2004 bis 2008 Hochschuldozent an der Universität Zürich und der Universität Bern. Von 2008 bis 2010 lehrte er als Universitätsprofessor an der Ruhr-Universität Bochum, seit 2010 bekleidet er die Professur für Klassische Archäologie an der Universität Innsbruck. 2012 lehnte er einen Ruf an die Universität Heidelberg ab.
Kistlers Forschungsschwerpunkte liegen in der Erforschung von kulturellen Kontakten, sozialen Eliten im archaischen Griechenland sowie Objekten und Technologien im vorrömischen Mittelmeerraum. Zudem forscht er zum Wohn- und Siedlungswesen im Westsizilien. In Innsbruck leitet er derzeit auch das Projekt Zwischen Aphrodite-Tempel und spätarchaischem Haus. Zu Religion und Machtbildung auf dem Monte Iato im archaischen Westsizilien des Fonds zur Förderung der wissenschaftlichen Forschung.

## Schriften
- Die „Opferrinne-Zeremonie“. Bankettideologie am Grab, Orientalisierung und Formierung einer Adelsgesellschaft in Athen, Steiner, Stuttgart 1998, ISBN 3-515-07367-1.
- Funktionalisierte Keltenbilder. Die Indienstnahme der Kelten zur Vermittlung von Normen und Werten in der hellenistischen Welt, Verlag Antike, Berlin 2009, ISBN 978-3-938032-36-7.
- Sanctuaries and the power of consumption. Networking and the formation of elites in the archaic western mediterranean world. Proceedings of the international conference in Innsbruck, 20th–23rd March 2012, Harrassowitz Verlag, Wiesbaden 2015, ISBN 978-3-447-10507-1.
- zusammen mit Christoph Ulf: Die Entstehung Griechenlands (= Oldenbourg Grundriss der Geschichte, Bd. 46), de Gruyter-Oldenbourg, Berlin/München 2019, ISBN 3-486-52991-9.